# Прованс (винодельческий регион)
Прованс (фр. Provence) — винодельческий регион на юго-востоке Франции, расположен от Авиньона до Ниццы, занимает большую часть географического региона Прованс — Альпы — Лазурный Берег.

## История
Вино производят в этом регионе как минимум 2600 лет, с тех пор, как древние греки основали город Марсель в 600 году до нашей эры. На протяжении всей истории региона виноградарство и виноделие находились под влиянием культур Прованса, в том числе древних греков, римлян, галлов, каталонцев и савойцев. Эти группы привезли в регион большое разнообразие сортов винограда, включая сорта винограда греческого и римского происхождения, а также испанские, итальянские и традиционные французские.
Сегодня регион известен преимущественно розовыми винами, которые составляют в настоящее время более половины производства прованских вин, при этом на красные вина приходится около трети производства региона. Белые вина в небольших объемах также производятся по всему региону.

## Климат
Преобладает средиземноморский климат, но существуют также и более холодные зоны, где влияние ветра является решающим.

## Почвы
Регион отличается большой неоднородностью почв.

## Сорта винограда
Основным сортом винограда Прованса является Мурведр, который является компонентом многих красных и розовых вин. Каберне Совиньон и Сира становятся все популярнее. В течение последнего столетия Кариньян был одним из основных сортов винограда, но по мере того, как все больше производителей стремились к повышению качества, использование этого высокоурожайного винограда сократилось. Другие важные сорта винограда, используемые в основном для купажирования, включают Браке, Калитор, Фоль и Тибурен.  Основные сорта белого винного винограда Прованса включают сорта Рона Бурбулен, Клерет белый, Гренаш блан, Марсан и Вионье, а также Шардоне, Совиньон блан, Семильон, Роль и Уни блан. 
За свою историю в Провансе выросло множество сортов винограда, которые в настоящее время почти исчезли, включая Паскаль Блан. 

## Система аппелласьенов
| Наименование               | Статус ЕС | Год создания | Тип вина  | Цвет |
| -------------------------- | --------- | ------------ | --------- | ---- |
| Alpes-Maritimes            | PGI       | 2011         | Тихие     |      |
| Alpes-Maritimes            | PGI       | 2011         | Игристые  |      |
| Alpes-de-Haute-Provence    | PGI       | 2011         | Тихие     |      |
| Alpilles                   | PGI       | 2019         | Тихие     |      |
| Bandol                     | PDO       | 2011         | Тихие     |      |
| Bellet ou Vin de Bellet    | PDO       | 2011         | Тихие     |      |
| Cassis                     | PDO       | 2011         | Тихие     |      |
| Cerons                     | PDO       | 2021         | Крепленые |      |
| Coteaux varois en Provence | PDO       | 2011         | Тихие     |      |
| Cotes de Provence          | PDO       | 2019         | Тихие     |      |
| Hautes-Alpes               | PGI       | 2011         | Тихие     |      |
| Hautes-Alpes               | PGI       | 2011         | Игристые  |      |
| Les Baux de Provence       | PDO       | 2011         | Тихие     |      |
| Luberon                    | PDO       | 2020         | Тихие     |      |
| Maures                     | PGI       | 2011         | Тихие     |      |
| Mediterranee               | PGI       | 2015         | Тихие     |      |
| Mediterranee               | PGI       | 2015         | Игристые  |      |
| Mont Caume                 | PGI       | 2011         | Тихие     |      |
| Mont Caume                 | PGI       | 2011         | Игристые  |      |
| Palette                    | PDO       | 2011         | Тихие     |      |
| Pierrevert                 | PDO       | 2011         | Тихие     |      |
| Rasteau                    | PDO       | 2011         | Тихие     |      |
| Rasteau                    | PDO       | 2011         | Крепленые |      |
| Var                        | PGI       | 2011         | Тихие     |      |
| Var                        | PGI       | 2011         | Игристые  |      |
| Vaucluse                   | PGI       | 2020         | Тихие     |      |
| Ventoux                    | PDO       | 2011         | Тихие     |      |